# Колесніченко Ольга Юріївна

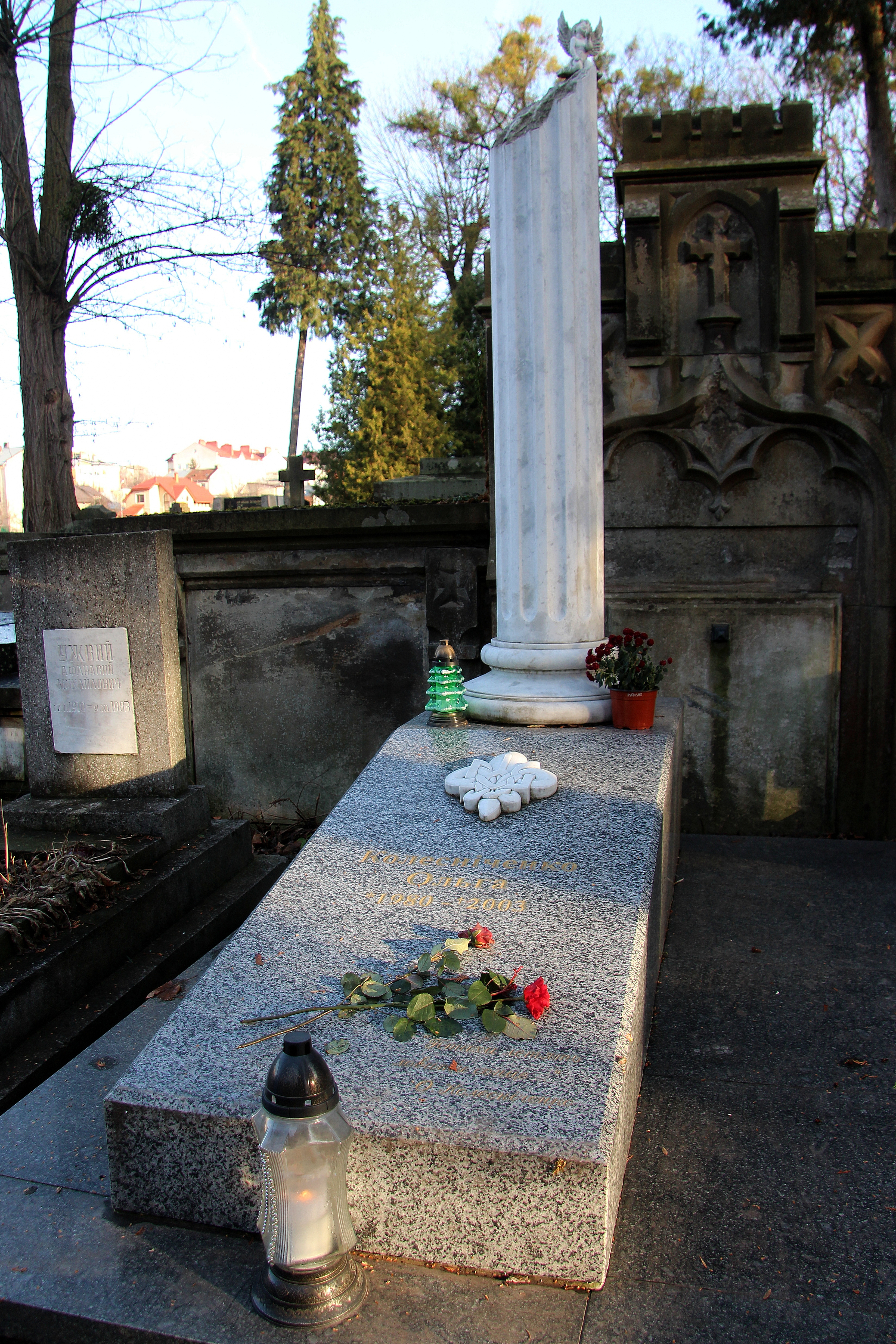
Могила Ольги Колесніченко на 1 полі Личаківського цвинтаря

Ольга Юріївна Колесніченко (27 вересня 1980, Львів — 20 січня 2003, Київ) — українська тележурналістка. Член НСПУ (2008, посмертно).
Батько Юрій — кандидат наук, мати Наталія (з дому Братунь, дочка Ростислава Братуня) — кандидат філологічних наук.
Закінчила львівську середню загальноосвітню школу № 4 з поглибленим вивченням англійської мови. Лавреатка міжнародного літературного конкурсу «Гранослов» (Київ, 2001). Навчалась у Карловому (Прага, 1997—1998) та Нью-Йоркському (1998—1999) університетах, закінчила Львівський національний університет імені Івана Франка (2002). Працювала кореспондентом телеканалу «СТБ» (Київ, 2001—2003).
Авторка збірок «Плутанина моїх думок» (1997), «Вибір» (2001), «Недоспівана пісня» (2003; усі видані у Львові). Критики відзначали метафоричність, юнацьку щирість і філософічність її творів; ліричні медитації нагадують символістичні поезії молодомузівців. Деякі поезії О. Колесніченко покладено на музику: Л. Гарасимчук (пісня «Сон», переможець всеукраїнського пісенного фестивалю «Шлягер року—2008»), Оксаною Мухою (пісня «Сонний ліс»).
Похована на Личаківському цвинтарі у Львові (поле №1).